# Lorenz Brentano

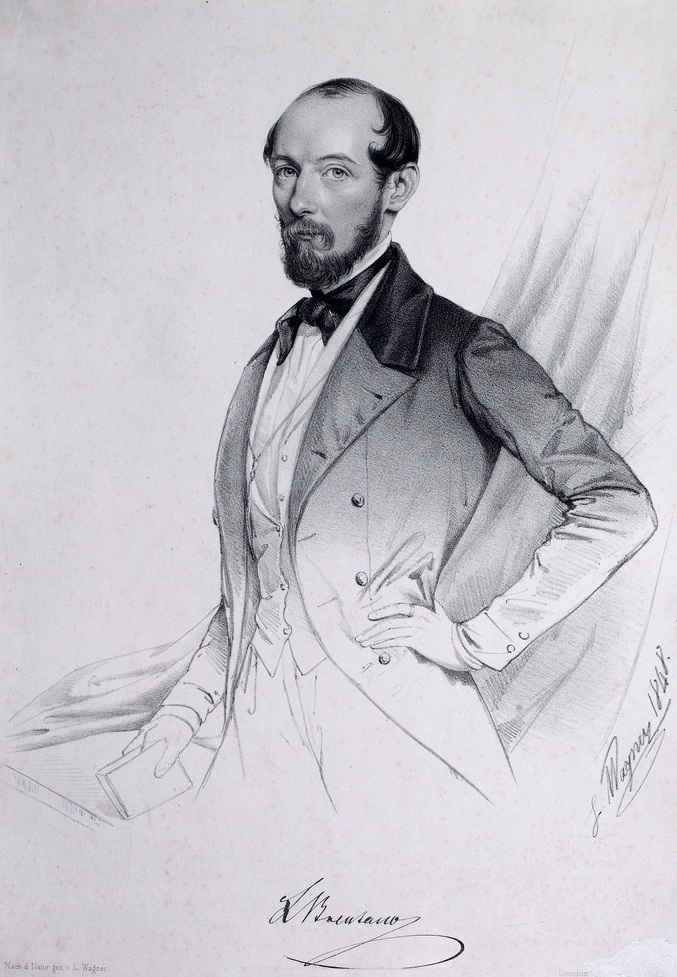
Lorenz Brentano

Lorenz Peter Carl Brentano (sinh ngày 04 tháng 11 năm 1813 tại Mannheim, Baden; mất ngày 17. tháng 9 năm 1891 tại Chicago, Hoa Kỳ). Ông là một luật sư và cũng là chính trị gia dân chủ cấp tiến tại Baden trong thời gian trước và trong thời Cách mạng Đức 1848/49. Sau đó ông sang Hoa Kỳ tị nạn và trở thành một nhà báo, và một nhà chính trị Mỹ với những chức vụ như Chủ tịch hội đồng thành phố Chicago, đại biểu quốc hội tại Washington D.C. và làm lãnh sự cho Hoa Kỳ tại Dresden.

## Tiểu sử
Lorenz Brentano là con của Johan Peter Paul Brentano, nhánh quý tộc Đức của dòng giõi Brentano ở Bingen am Rhein và bà Helene, geb. Heger. Brentano học từ năm 1831 cho tới 1834 ngành luật tại đại học Freiburg ở Breisgau và Heidelberg.

### Sự nghiệp luật pháp và chính trị
Sau đó ban đầu ông làm việc tại tòa án ở Rastatt, và từ tháng 7 năm 1848 ở tòa án tại Mannheim. Từ tháng 12 năm 1845 Brentano được bầu làm đại biểu hạ nghị viện của công quốc Baden. Ở đó ông làm đơn lập luật để bảo vệ sự độc lập của tòa án. Năm 1846 một nhóm quá khích đã tách rời ra khỏi nhóm đối lập tại hạ nghị viện, Brentano cũng theo nhóm này. 

### Vai trò của Brentano trong cuộc cách mạng tháng 3
Sau khi Cách mạng tháng 3 năm 1848 bắt đầu, Brentano trở thành thành viên của quốc hội Frankfurt đại diện cho vùng bầu cử thứ 2 và thứ 9 của Baden (Radolfzell, Engen, Stockach, Hüfingen / Ettenheim, Haslach, Wolfach). Quốc hội Frankfurt có nhiệm vụ thống nhất nước Đức và soạn thảo một hiến pháp mới. 
Tuy nhiên chẳng bao lâu Brentano rút ra khỏi quốc hội và trở thành chủ tịch của hội đồng tạm thời các hội Volksvereine ở Baden. Đòi hỏi giải tán hạ nghị viện của ông sau khi bị từ chối dẫn tới việc Brentano và các đại biểu phe tả rút ra khỏi viện này vào tháng 3 năm 1849.

Đầu năm 1849 Brentano được bầu làm thị trưởng Mannheim, tuy nhiên vì thái độ đối lập của ông nên đã không được chính phủ Baden công nhận.

Sau cuộc nổi dậy vào tháng 5 năm 1849 khi công tước Baden Leopold bỏ trốn, Brentano được chọn vào nhóm những người lãnh đạo chính phủ cách mạng lâm thời, tuy nhiên quan điểm của ông thì có vẻ dung hòa hơn.

Từ vương quốc Würtemberg bên cạnh quân Phổ tấn công vào Baden, chính phủ cách mạng phải dời về Freiburg. Xung đột xảy ra giữa Brentano, mà muốn đàm phán với quân đội Phổ, và Struve, người mà muốn tiếp tục tranh đấu. Tướng cách mạng người Ba Lan Ludwik Mierosławski, người mà từ đầu tháng 6 chỉ huy quân đội cách mạng, một phần vì thái độ lưỡng lự của Bretano đã từ chức. 
Struve, được giải phóng khỏi nhà tù trong tháng 5 năm 1849, cùng với những ủng hộ ông đã thành công trong việc hạ bệ Brentano khỏi chức vụ dẫn đầu chính phủ. Ông ta vào ngày 29. tháng 6 năm 1849 đã sang Thụy Sĩ tị nạn.
Vào ngày 23. tháng 7 cuộc cách mạng Baden bị hoàn toàn dập tắt, sau ki quân Phổ chiếm được Rastatt.